# KATSEYE
KATSEYE（韓語：캣츠아이）是由韓國娛樂公司HYBE與美國唱片公司Geffen合資成立的公司HYBE UMG透過選秀節目企劃《Dream Academy》推出的六人國際女子團體，由三位美國成員Daniela、Lara、Megan，一位瑞士成員Manon，一位菲律賓成員Sophia和一位韓國成員Yoonchae組成。團體於2023年11月18日成立，於2024年6月28日發行單曲《Debut》出道。在2024年1月31日，在官方X上舉行粉絲名投票，於2024年4月11日，公佈官方粉絲名為「EYEKONS」。

## 官方設定

### 團體名稱
「KATSEYE」是於K-POP藝人訓練系統下成立的全球女子團體，團體名稱就像一種寶石，貓眼（CAT'S EYE），根據觀察的方向，它會散發出各種顏色，就像團體成員一樣，每個人都散發出自己獨特的美學和才能，這個多元化的團體成員來自三大洲的六個不同城市，於KATSEYE中團結為一體，共同發出強大的光芒。

### 粉絲名稱
2024年4月12日，公布粉絲名稱為「EYEKONS」。

## 成員資料
- 名字粗體為隊長

| 藝名     | 藝名 | 本名                                                               | 出生日期 出生地                          | 國籍          | 備註                   |
| 英文     | 韓文 | 本名                                                               | 出生日期 出生地                          | 國籍          | 備註                   |
| -------- | ---- | ------------------------------------------------------------------ | ---------------------------------------- | ------------- | ---------------------- |
| Manon    |      | Meret Manon Sarpong Bannerman 梅雷特·蔓侬·薩爾彭·班纳曼            | 2002年6月26日（23歲） 瑞士苏黎世州苏黎世 | 瑞士 · 義大利 | 具阿坎族及日耳曼人血統 |
| Sophia   |      | Sophia Elizabeth Guevara Laforteza 蘇菲亞·伊莉莎伯·格瓦拉·拉福爾扎 | 2002年12月31日 美国纽约州纽约皇后区      | 菲律賓        |                        |
| Daniela  |      | Daniela Andrea Avanzini Llorente 丹妮拉·安德烈娅·艾凡辛尼·洛伦特   | 2004年7月1日 美國喬治亞州亞特蘭大        | 美国          | 拉丁裔美国人           |
| Lara     |      | Lara Rajagopalan 蘿拉·拉贾戈帕兰                                   | 2005年11月3日 美国康涅狄格州斯坦福       | 美国          | 印度裔美國人           |
| Megan    |      | Megan Meiyok Skiendiel 梅根·美玉·斯奇恩迪爾 (中文名：美玉)         | 2006年2月10日 美國夏威夷州檀香山         | 美国          | 新加坡華裔美國人       |
| Yoonchae |      | Jeong Yoonchae 鄭潤彩                                              | 2007年12月6日 韩国首尔阳川区新亭洞       | 韩国          |                        |

## 發展歷程

### 出道前
2021年11月，HYBE和Geffen Records開放了一個由來自世界各地的參賽者組成的女子組合的申請，作為HYBE x Geffen Records合資企業的一部分，此次合作將於2022年在韓國、美國、日本和英國舉行試鏡。旨在創建一個超越國家、文化和藝術界限的團體，HYBE創辦人房時爀在接受韓國《中央日報》採訪時表示，他打算將新成立的團體推向美國市場。
從超過12萬名申請者中，選出了20名選手參加選秀節目企劃《Dream Academy》，節目透過一系列任務確定了女團的六人陣容。在首播之前，參賽者透過KPOP偶像練習生系統中的方法在加州洛杉磯接受了一年的訓練。比賽於2023年8月19日首播，然後於11月18日結束。
Katseye的六位成員在出道前都有專業舞蹈、電視和娛樂產業的經驗，Sophia是菲律賓音樂劇女演員Carla Guevara Laforteza所生，她從三歲開始唱歌，後來於2022年作為參賽者參加了遊戲節目《Family Feud Philippines》。 
出生於亞特蘭大的Daniela拉從三歲起就開始參加競技舞蹈，並於2013年出現在美國達人秀第8 季中，並於2016年入圍So You Think You Can Dance: The Next Generation前10名。
Megan從小就接受專業舞蹈訓練，Lara藝名Lara Raj，從小就開始表演和唱歌，並於2018年出演了米歇爾·奧巴馬的全球女孩聯盟的競選視頻。

### 2023年：團體成立
11月18日，選秀節目企劃《Dream Academy》的最終決賽透過線上直播，六人女子團體KATSEYE正式成立，並將於2024年出道，Lara從小就開始表演和唱歌，並於2018年出演了米歇爾·奧巴馬 的全球女孩聯盟的競選視頻。
Manon在TikTok和Instagram上發布短視頻內容而走紅，從2021年開始她在這些平台上發布了時尚和生活方式短片，她也曾在瑞士從事模特兒工作。
Yoonchae是該組合最年輕且唯一的韓國成員，她在通過試鏡後於2020年加入了Hybe，在加入夢想學院陣容之前，她曾是一名K-pop練習生。

### 2024年：出道
6月14日，宣布將於6月28日發行單曲出道，並於7月與8月分別發行第2首單曲和迷你專輯。Netflix音樂紀錄片《韓團星學院：KATSEYE》也預計於8月21日上架。
6月28日，專輯發行前已發行兩首單曲。首支單曲《Debut》於6月28日發行，音樂錄影帶在哥倫比亞麥德林拍攝，由格雷戈里·奧雷爾執導。
7月26日，發行第二張單曲《Touch》， 這首[[Liquid funk旋律鼓和Contemporary R&B曲目探討了愛的複雜性，與《Debut》的聲音有所不同強調了成員的聲樂，該單曲在《Billboard》Bubbling Under Hot 100 排行榜上排名第22位，並進入了《Billboard Philippines》Hot 100 排行榜。
8月16日，發行首張迷你專輯《SIS (Soft Is Strong)》。
9月17日，《Touch》的舞蹈編排在影片分享平台 TikTok上作為舞蹈挑戰走紅，之後獲得了進一步的成功。

### 2025年
4月30日，Katseye發行了新單曲Gnarly，Gnarly成為樂團首枝韓國樂團登上Hot 100的歌曲，這首歌是他們第二張迷你專輯中的首支單曲。
6月6日，Katseye發布了由說唱歌手 Ice Spice演唱的《Gnarly》混音版。

## 音樂作品

### 迷你專輯
| #   | 專輯資料 | 曲目                                                              |
| 1st | 首張迷你專輯《SIS(Soft Is Strong)》 - 發行日期：2024年8月16日 - 唱片公司：HYBE UMG - 語言：英語 - 格式：CD、數位下載 - 專輯銷量：KOR: 10,468 US: 8,000 | 曲目 1. Debut 2. Touch 3. My Way 4. I’m Pretty 5. Tonight I Might |
| 2nd | 第二張迷你專輯《BEAUTIFUL CHAOS》 - 發行日期：2025年6月27日 - 唱片公司：HYBE UMG - 語言：英語 - 格式：CD、數位下載 - 專輯銷量：KOR: 29,999 US: 30,000  | 曲目 1. Gnarly 2. Gabriela 3. Gameboy 4. Mean Girls 5. M.I.A      |

### 原聲帶作品
| 發行日期     | 專輯名稱                    | 曲目       | 備註 |
| 2025年7月6日 | JTBC 《GOOD BOY》OST Part.6 | Time Lapse |      |

## 外部連結
| 團體 - 官方网站 - KATSEYE的X（前Twitter） - KATSEYE的Instagram帳戶 - KATSEYE的TikTok - YouTube上的KATSEYE頻道 - KATSEYE的Facebook專頁 - KATSEYE的Weverse社群 | 成员个人Instagram账户 - Manon的Instagram帳戶 - Sophia的Instagram帳戶 - Daniela的Instagram帳戶 - Lara的Instagram帳戶 - Megan的Instagram帳戶 - Yoonchae的Instagram帳戶 | 成员个人TikTok账号 （全员私密账号） - Manon的TikTok - Sophia的TikTok - Daniela的TikTok - Lara的TikTok - Megan的TikTok - Yoonchae的TikTok |